# Igor' Boldin
Igor' Petrovič Boldin (in russo Игорь Петрович Болдин?; Mosca, 2 febbraio 1964) è un ex hockeista su ghiaccio russo, fino al 1991 sovietico.

## Palmarès

### Olimpiadi
- Oro a Albertville 1992 (con la Squadra Unificata).